# Myriam Fox-Jerusalmi
Myriam Fox-Jerusalmi (Marsiglia, 24 ottobre 1961) è un'ex canoista francese.

## Palmarès
- Giochi olimpici

Atlanta 1996: bronzo nello slalom K1.
- Mondiali - Slalom

Merano 1983: oro nel K1 a squadre.
Augusta 1985: oro nel K1 a squadre.
Bourg-Saint-Maurice 1987: argento nel K1, argento nel K1 a squadre.
Savage River 1989: oro nel K1, oro nel K1 a squadre.
Tacen 1991: oro nel K1 a squadre.
Mezzana 1993: oro nel K1, oro nel K1 a squadre.
Nottingham 1995: oro nel K1 a squadre.